# Eurovision Song Contest's Greatest Hits
Eurovision Song Contest's Greatest Hits (også kendt som Eurovision's Greatest Hits) er et forindspillet koncertprogram arrangeret af European Broadcasting Union (EBU) og produceret af British Broadcasting Corporation (BBC) for at fejre Eurovision Song Contests 60 års jubilæum. Flere lande bekræftede, at de ville vise udsendelsen på forskellige tidspunkter, der passede ind i tv-selskabernes planlægning, herunder Australien, der for første gang deltog ved
i Eurovision Song Contest 2015. Værtsstationen, BBC, og irske Raidió Teilifís Éireann (RTÉ), viste showet langfredag, den 3. april 2015. Den hollandske tv-station, AVROTROS, var de første til at annoncere deres beslutning om ikke at transmittere begivenheden. Andre lande annoncerede også deres beslutning om, ikke at vise udsendelsen, herunder Luxembourg, der havde en sang, der deltog i arrangementet.
Koncerten fandt sted den 31. marts 2015 i EVENTIM Apollo i Hammersmith, London. Graham Norton og Petra Mede var værter for arrangementet, som indeholdt femten optrædener fra tretten lande. Guy Freeman var executive producer og Simon Proctor var Senior Producer. Geoff Posner var instruktør og David Arch var musikalsk leder for koncerten. Billetter til arrangementet gik til salg den 6. februar 2015.

## Beliggenhed
Den 3. februar 2015 blev det afsløret, at koncerten skulle finde sted i EVENTIM Apollo
i Hammersmith, London. Sidste gang Storbritannien var vært ved en begivenhed i Eurovision-regi, var ved Eurovision Dance Contest 2007.

## Format

### Organisation
Det blev annonceret den 22. oktober 2014, at EBU var blevet enig med BBC om at producere et særligt jubilæumsshow for at fejre 60-årsjubilæet for Eurovision Song Contest; et lignende show, Congratulations: 50 Years of the Eurovision Song Contest, fandt sted i 2005. På det tidspunkt var detaljer vedrørende titlen på showet ukendte. EBU udsendte senere følgende erklæring vedrørende 60-årsjubilæet: "Der er forskellige spændende forslag fra medlemsstaternes tv-stationer i forhold til at at fejre 60-årsjubilæet, ud over konkurrencen i maj, som i øjeblikket er i de sidste stadier af at blive evalueret. Det forventes om kort tid, at der bliver taget en beslutning, så bliv hængende!". Executive Producer fra Eurovision Song Contest 2015, Edgar Böhm, sagde i et interview, at BBC var blevet valgt til at være vært for det særlige jubilæumsshow. Guy Freeman blev udnævnt som chefproducer til arrangementet, bistået af Senior Producer Simon Proctor og Producer Helen Riddell, mens instruktøren vil være Geoff Posner.

### Værter
Den 3. februar 2015 blev det meddelt, at Graham Norton og Petra Mede ville være værter for koncerten. Norton var medvært for Eurovision Dance Contest med Claudia Winkleman i 2007 og 2008 og er også den aktuelle Eurovision-kommentator for Storbritannien. Mede var vært for Melodifestivalen 2009 (det svenske melodi grand prix), samt vært for Eurovision Song Contest 2013, samt igen i 2016.

### Billetter
Billetter til koncerten blev sat til salg klokken 10:15 (GMT) fredag 6. februar 2015 via BBC's Eurovision hjemmeside og den officielle Eurovision Song Contest hjemmeside.

## Medvirkende sange
Femten Eurovision-sange fra tretten lande deltog i jubilæumskoncerten. Selv om det oprindeligt var fjorten optrædener, som blev bekræftet af BBC, blev det annonceret den 5. marts 2015, at Norges Bobbysocks ville slutte sig til showet, og det øgede dermed den samlede række af optrædener til femten. Videomontager blev vist før hvert indslag, som viser optagelser til det pågældende års konkurrence, og slutter med Eurovision Song Contest optagelser til den sang, som skal udføres på scenen.
| Nr. | År   | Land           | Sprog                    | Artist             | Sang                            | Engelsk oversættelse        |
| --- | ---- | -------------- | ------------------------ | ------------------ | ------------------------------- | --------------------------- |
| 01  | 2013 | Danmark        | Engelsk                  | Emmelie de Forest  | "Only Teardrops"                | —                           |
| 02  | 1973 | Luxembourg     | Fransk, Engelsk          | Anne-Marie David   | "Tu te reconnaîtras"            | You will recognise yourself |
| 03  | 1984 | Sverige        | Engelsk, Svensk          | Herreys            | "Diggi-Loo Diggi-Ley"           | —                           |
| 04  | 1998 | Israel         | Hebræisk                 | Dana International | "Diva"                          | —                           |
| 05  | 2000 | Danmark        | Engelsk                  | Brødrene Olsen     | "Fly on the Wings of Love"      | —                           |
| 06  | 1976 | Storbritannien | Engelsk                  | Brotherhood of Man | "Save Your Kisses For Me"       | —                           |
| 07  | 1968 | Spanien1       | Spansk                   | Rosa López         | "La, la, la"2                   | —                           |
| 07  | 1969 | Spanien1       | Spansk                   | Rosa López         | "Vivo cantando"3                | I live singing              |
| 07  | 1973 | Spanien1       | Spansk                   | Rosa López         | "Eres tú"4                      | It's you                    |
| 07  | 2002 | Spanien1       | Spansk, Engelsk          | Rosa López         | "Europe's Living a Celebration" | —                           |
| 08  | 1982 | Tyskland       | Engelsk, Italiensk, Tysk | Nicole             | "Ein bißchen Frieden"           | A little peace              |
| 09  | 2006 | Finland        | Engelsk                  | Lordi              | "Hard Rock Hallelujah"          | —                           |
| 10  | 2001 | Frankrig       | Fransk, Engelsk          | Natasha St-Pier    | "Je n'ai que mon âme"           | All I have is my soul       |
| 11  | 2008 | Rusland1       | Engelsk                  | Dima Bilan         | "Believe"                       | —                           |
| 11  | 2006 | Rusland1       | Engelsk                  | Dima Bilan         | "Never Let You Go               | —                           |
| 12  | 1985 | Norge          | Norsk, Engelsk           | Bobbysocks!        | "La det swinge"                 | Let it swing                |
| 13  | 2012 | Sverige        | English                  | Loreen             | "Euphoria"                      | —                           |
| 14  | 1980 | Irland1        | Engelsk                  | Johnny Logan       | "What's Another Year"           | —                           |
| 14  | 1992 | Irland1        | Engelsk                  | Johnny Logan       | "Why Me?"5                      | —                           |
| 14  | 1987 | Irland1        | Engelsk                  | Johnny Logan       | "Hold Me Now"                   | —                           |
| 15  | 2014 | Østrig         | Engelsk                  | Conchita Wurst     | "Rise Like a Phoenix"           | —                           |
| —   | 2015 | Storbritannien | Engelsk                  | Electro Velvet     | "Still in Love with You"6       | —                           |

1.↑ Sangene udførtes som et medley.
2.↑ Vindersangen fra Eurovision Song Contest 1968 var oprinddligt fremført af Massiel.
3.↑ Én af de vindersangene ved Eurovision Song Contest 1969 (sammen med Frankrig, Holland og Storbritannien), og oprindeligt fremført af Salomé.
4.↑ Oprindeligt fremført af Mocedades, som kom på en 2. plads ved Eurovision Song Contest 1973.
5.↑ Johnny Logan skrev sangen "Why Me?", som vandt Eurovision Song Contest 1992, oprindeligt fremført af Linda Martin.
6.↑ Som en del af koncerten, der ikke vistes i tv-udsendelsen, men optrådte i slutningen af BBC Radio 2s radio live udgave, også præsenteret af Graham Norton.

### Et medley udført af alle kunsterne
Et medley af nogle af Eurovision Song Contests største hits blev udført på engelsk af alle de deltagende kunstnere, som en overraskelse ved afslutningen af showet, herunder: Anne-Marie David, der fremførte Israels vindersang fra Eurovision Song Contest 1979, "Hallelujah", den svenske trio, Herreys, sang "Nel blu dipinto di blu", der, fremført af Italiens Domenico Modugno sluttede på tredjepladsen i 1958. Bucks Fizz' "Making Your Mind Up", den britiske vinder fra 1981, blev udført af Bobbysocks. Slutteligt fremførte alle medvirkende på nær Loreen ABBA's vinder fra 1974, Waterloo.